# Dai Meng
Dai Meng (chino simplificado= 戴萌, chino tradicional=戴萌, pinyin= Dài Méng, hangul= 다이멍) mejor conocida artísticamente como Diamond, es una cantate china.

## Carrera

### Música
Actualmente es la co-capitana del Equipo SII del grupo ídolo femenino chino SNH48.
El 14 de octubre de 2012, durante una conferencia de prensa de SNH48, Dai fue anunciada como una de los miembros de primera generación de SNH48. El 23 de diciembre del mismo año, el grupo fue invitado a la ceremonia de inauguración de la Unión de Estudiantes de la Universidad de Fudan, donde realizó su primera presentación como miembro de SNH48.
El 31 de octubre de 2015, Dai se convirtió en parte de la subunidad Style-7 de SNH48.
Desde el 19 de marzo del 2017 también forma parte del grupo "7Senses", la primera subunidad del grupo SNH48, junto a Xu Jiaqi (Kiki), Zhao Yue (Akira), Kong Xiaoyin (Bee), Xu-Yang Yuzhuo (Eliwa), Chen Lin (Lynn) y Zhang Yuge (Tako). Cuando está con el grupo promociona bajo el nombre de Diamond.

## Discografía

### SNH48

#### EPs
| Año  | N.º | Título                  | Notas                                       |
| ---- | --- | ----------------------- | ------------------------------------------- |
| 2013 | 1   | Heavy Rotation          | (canción debut con SNH48 Team SII)          |
| 2013 | 2   | Flying Get              |                                             |
| 2013 | 3   | Fortune Cookie of Love  |                                             |
| 2014 | 4   | Heart Electric          |                                             |
| 2014 | 5   | UZA                     |                                             |
| 2015 | 6   | Give Me Five!           |                                             |
| 2015 | 7   | After Rain              |                                             |
| 2015 | 8   | Manatsu no Sounds Good! |                                             |
| 2015 | 9   | Halloween Night         |                                             |
| 2015 | 10  | New Year's Bell         |                                             |
| 2016 | 11  | Engine of Youth         |                                             |
| 2016 | 12  | Dream Land              |                                             |
| 2016 | 13  | Princess's Cloak        |                                             |
| 2016 | 14  | Happy Wonder World      |                                             |
| 2017 | 15  | Each Other's Future     |                                             |
| 2017 | 16  | Summer Pirates          | (cantó en "Area 48" como parte de Team SII) |
| 2017 | 17  | Dawn in Naples          |                                             |

#### Álbumes
| Año  | Título            | Notas |
| ---- | ----------------- | ----- |
| 2014 | Mae Shika Mukanee |       |

#### Unidades

##### Interpretaciones con unidades de SNH48
| Evento                                                | Canción Interpretada             | Notas                                           |
| ----------------------------------------------------- | -------------------------------- | ----------------------------------------------- |
| Team SII 1st Stage "Saishuu Bell ga Naru"             | Gomen ne Jewel (对不起我的宝贝)  | junto a Xu Jiaqi, Wu Zhehan y Mo Han            |
| Team SII 1st Stage "Saishuu Bell ga Naru"             | 16nin Shimai no Uta (16人姐妹歌) | junto a Chen Si y Qian Beiting                  |
| Team SII 2nd Stage "Nagai Hikari"                     | Tsundere! (傲娇女孩)             | junto a Qiu Xinyi and Chen Si                   |
| Team SII 3rd Stage "Pajama Drive"                     | Junjou Shugi (纯情主义)          | junto a Chen Si y Qian Beiting                  |
| Team SII 4th Stage "RESET"                            | Seifuku Resistance (再见，制服)  | junto a Zhang Yuge y Zhao Jiamin                |
| Team SII 5th Stage "Yume wo Shinaseru Wake ni Ikanai" | Confession (不曾后悔)            | junto a Kong Xiaoyin, Yuan Yuzhen y Xu Chenchen |
| Team SII 6th Stage "Journey of the Heart"             | Bandage of a Friend (好友创可贴) | junto a Li Yuqi, Xu Zixuan y Feng Xiaofei       |
| Team SII 7th Stage "District 48"                      | Love Is Not Central (爱未央)     | junto a Xu Jiaqi                                |

##### Conciertos en unidades
| Fecha                   | Evento                                           | Canción(es) Interpretada(s)                                        | Notas                                                          |
| ----------------------- | ------------------------------------------------ | ------------------------------------------------------------------ | -------------------------------------------------------------- |
| 7 de enero de 2017      | Request Hour Setlist Best 50 (3ra. Edición)      | Kuchi Utsushi no Chocolate (巧克力之吻) Ookami to Pride (狼与自尊) | junto a Wan Lina y Xu Zixuan junto a Mo Han                    |
| 30 de julio de 2016     | 3rd General Election Concert                     | Higurashi no Koi (暮蝉之恋)                                        | junto a Huang Tingting                                         |
| 26 de diciembre de 2015 | Request Hour Setlist Best 30 2015 (2da. Edición) | Dakishimeraretara (如果你拥抱我) Seifuku Resistance (再见，制服)   | junto a Huang Tingting y Qiu Xinyi junto a Mo Han y Zhang Yuge |
| 25 de julio de 2015     | 2nd General Election Concert                     | Dakishimeraretara (如果你拥抱我)                                   | junto a Xu Jiaqi y Kong Xiaoyin                                |
| 31 de enero de 2015     | Request Hour Setlist Best 30 2015                | Junjou Shugi (纯情主义)                                            | junto a Chen Si y Qian Beiting                                 |
| 26 de julio de 2014     | SNH48 Sousenkyo Concert in Shanghai              | Dakishimeraretara (如果你拥抱我)                                   | junto a Xu Jiaqi y Kong Xiaoyin                                |
| 18 de enero de 2014     | Red and White Concert                            | Arashi no Yoru ni wa (暴风雨之夜)                                  | junto a Xu Jiaqi, Chen Si y Wen Jingjie                        |
| 16 de noviembre de 2013 | Guangzhou Concert                                | Return Match (再爱一回)                                            | junto a Li Yuqi, Mo Han y Chen Guanhui                         |
| 25 de mayo de 2013      | Blooming For You Concert                         | -                                                                  | (participante)                                                 |

## Filmografía

### Series de televisión
| Año  | Título                               | Personaje | Notas |
| ---- | ------------------------------------ | --------- | ----- |
| 2017 | Stairway to Stardom (逆袭之星途璀璨) | Bai Xinlu |       |

### Películas
| Año  | Título                                                         | Personaje | Notas |
| ---- | -------------------------------------------------------------- | --------- | ----- |
| 2015 | Balala the Fairies: Princess Camellia (巴啦啦小魔仙之魔箭公主) | Sally     |       |

### Programas de variedades
| Año  | Título                                          | Notas           |
| ---- | ----------------------------------------------- | --------------- |
| 2020 | Who's the Drama Queen? (青春加点戏)             | (ep. #5, 9, 12) |
| 2020 | Youth With You VIP                              |                 |
| 2020 | Youth With You 2                                | concursante     |
| 2019 | Super Nova Games: Season 2 (超新星全运会第二届) |                 |
| 2016 | Heroes of Remix (盖世英雄)                      |                 |
| 2016 | Happy Camp                                      | invitada        |

### Revistas / sesiones fotográficas
| Año  | Título    | Notas |
| ---- | --------- | ----- |
| 2018 | 米娜 mina |       |